# Batalha de Ishibashiyama
A Batalha de Ishibashiyama (石橋山の戦い, , Ishibashiyama no tatakai) foi a primeira batalha dirigida por Minamoto no Yoritomo, que se converteria em shōgun uma década depois. Em sua primeira tentativa de enfrentar o Clã Taira, foi apoiado por guerreiros do Clã Miura

## Antecedentes
Yoritomo fora exilado por Taira no Kiyomori depois da Rebelião Heiji em 1160. Nos anos seguintes, o Clã Taira tentou consolidar sua posição, e acabou forçando o Imperador Takakura a abdicar em favor de seu filho, Antoku , cuja mãe era uma Taira. O Príncipe Mochihito sentiu enganado e queria o trono para si. Em agosto de 1180, emitiu uma ordem para Yoritomo reunir os clãs da Planície de Kanto em uma revolta contra os Taira. Quando Kiyomori ficou sabendo que Yoritomo fugira de Izu, lugar de seu exílio, e que estava próximo ao Lago Ashi, designou Ōba Kagechika, um samurai vassalo, para detê-lo. 
A liderança do Clã Minamoto fora restabelecida por Yoritomo em setembro, quando escapou do exílio ao atingir a maioridade e reorganizar a rebelião com o apoio do Clã Miura, embora havia muita simpatia por Yoritomo chamar às armas, foi motivado principalmente para  vingar a morte de seu pai e irmãos maiores, mortos vinte anos antes e pelo que acontecera na Batalha de Uji e no Cerco de Nara; os clãs tinham receio de apoiar abertamente os Minamoto e um exército de apenas 300 guerreiros se reuniram em Ishibashiyama onde Yoritomo montara seu acampamento.

## A Batalha
Com a velocidade de ação que caracteriza os Taira, Kagechika reuniu os Taira e perseguiu sua presa. Yoritomo estava em desvantagem de dez a um, quando os Taira o encontraram em Ishibashiyama em 14 de setembro. A Batalha parecia ser um desastre tão grande para os Minamoto como a Batalha de Uji o fora seu único medo era a cheia do Rio Sakawa.
Temeroso que as forças de Yoritomo fossem reforçadas, Kagechika levou as forças Taira a um ataque feroz noite a dentro com 3 mil homens. Além de mais 300 sob comando de Itō Sukechika que contornou o acampamento e atacou pela retaguarda. Ishibashiyama era um vale estreito perto da costa do mar, dando pouco espaço a manobras e, certamente, sem oportunidade alguma para as formalidades de um combate. Escuridão, ventos fortes, e uma chuva torrencial foram adicionados à confusão do corpo a corpo. Não houve tempo para os gritos de desafios, apenas uma lamacenta e sangrenta luta.
Quando a batalha terminou a pequena força dos Minamoto fora praticamente aniquilada, mas Kagechika pagou caro por seu vantajoso ataque noturno, pois no auge da batalha Yoritomo escapou para a floresta. Os seguintes cinco dias foram de perseguição, Yoritomo caçado pelas montanhas de Hakone. Foram utilizados os melhores batedores, como Kajiwara Kagetoki, então a serviço dos Taira, mas que mais tarde se tornaria um dos maiores defensores de Yoritomo. Yoritomo estava escondido no tronco oco de uma árvore, que Kajiwara foi enviado para investigar.
Yoritomo fugiu de Cape Manazuru onde tomou um barco e, acompanhado por um punhado de seguidores, foi para a Província de Awa, ao sul da atual Província de Chiba pelo mar em 28 de setembro de 1180, alcançando o território Minamoto.